# روبن سانشيز ليون
روبن سانشيز ليون (بالإسبانية: Rubén Sánchez León)‏ مواليد 21 أغسطس 1973 في مكسيكالي، ولاية باها كاليفورنيا، المكسيك، هو ملاكم محترف مكسيكي يصنف ضمن فئة الوزن الخفيف. حقق بطولة منظمة الملاكمة العالمية.

## إحصائيات
خاض خلال مسيرته 47 نزالا، فاز في 30 وتعادل في 1 وخسر في 16. فاز بالضربة القاضية في 13 نزالا.

## روابط خارجية
- روبن سانشيز ليون على موقع بوكس ريك (الإنجليزية) (registration required)